# Toni Brunner
Anton "Toni" Brunner (nacido el 23 de agosto de 1974) es un granjero suizo, presidente nacional del partido político Unión Democrática de Centro y miembro del Consejo Nacional de Suiza.

## Biografía
Nacido en Wattwil (San Galo), Brunner fue elegido por primera vez al parlamento federal en 1995 con solo 21 años, siendo el miembro más joven en ocupar dicho cargo. Además de trabajar en su granja, opera una estación radio por internet dirigida a los granjeros, y preside de la sede del partido en San Galo.
El 1 de marzo de 2008, Brunner sucedió a Ueli Maurer como presidente del partido nacional. Brunner, es cercano con la figura del partido, Christoph Blocher, quién ejerce como uno de los varios vicepresidentes de este.
En enero de 2016, poco después de las elecciones federales de 2015, donde Unión Democrática de Centro recibió beneficios récord, Brunner anunció que renunciaría su presidencia del partido en abril de ese año. Fue sucedido por Albert Rösti el 23 de abril de 2016.
Brunner es miembro de una Acción para una Suiza Independiente y Neutral.